# Trương Vũ Tước
Trương Vũ Tước (chữ Hán: 张禹爵, ? – 1868), người thôn Trương Lão Gia, Bạc Châu, tỉnh An Huy , tên gốc là Trương Ngũ Hài, tướng lãnh giai đoạn hậu kỳ của phong trào khởi nghĩa Niệp quân (sau cái chết của thủ lĩnh Ốc vương Trương Nhạc Hành), phong hiệu là Ấu Ốc vương.

## Cuộc đời hoạt động
Ông là cháu họ gần đàng nội của Trương Nhạc Hành, có thuyết cho rằng Vũ Tước là con trai của Mẫn Hành, anh trai Nhạc Hành. Sau khi Nhạc Hành bị làm tội (1863), ông rời quê nhà gia nhập Niệp quân. Vũ Tước được thủ lĩnh Trương Tông Vũ (cháu họ xa của Nhạc Hành) dìu dắt, xem như người kế tự của Nhạc Hành, được tiếp nhận vương hiệu, gọi là Ấu Ốc vương; là người nhỏ tuổi nhất trong các vương của nghĩa quân (kể cả quân Niệp và quân Thái Bình) bấy giờ.
Mùa thu năm 1866, quân Tân Niệp ở Hứa Châu, Hà Nam  chia 2 lộ Đông - Tây, Vũ Tước theo Trương Tông Vũ đưa quân Tây Niệp đi Thiểm Tây, là tướng lãnh thân cận của ông ta. Trong hàng ngũ nghĩa quân, Tông Vũ nổi tiếng là "giỏi mưu" (thiện mưu), ông nổi tiếng là "giỏi đánh" (thiện chiến).
Năm sau (1867), quân Tây Niệp từ Nghi Xuyên hồ khẩu  vượt Hoàng Hà, đạp lên băng mà sang sông, Vũ Tước làm tiền phong, đốt lũy của quan quân ở bờ bên kia, tiến vào Sơn Tây.
Tháng 3 năm 1868, Vũ Tước tử trận ở Nhiêu Âm thuộc trung bộ Hà Bắc . Có thuyết khác cho rằng ông tử trận vào tháng 6 năm ấy, do bị trúng đạn lạc khi chiến đấu trong khoảng giữa sông Mã Giáp và sông Đồ Hãi.